# Posamine
Una posamine è una nave, un aereo o un mezzo terrestre in grado di trasportare ed installare delle mine (navali o terrestri) in un'area definita.

## Posamine come classe navale
I posamine più noti sono le unità navali costruite per questo compito. Per la posa di sbarramenti minati difensivi vengono impiegate unità mercantili appositamente modificate; le prestazioni richieste sono la capacità di carico e una navigazione molto precisa. Per la posa di mine offensive, in presenza di una reazione organizzata, sono richieste notevoli prestazioni di velocità e protezione, possedute solo da mezzi navali costieri (motosiluranti e motocannoniere) con lo svantaggio di una ridotta capacità di trasporto, tuttavia presso alcune marine militari tutte le unità di superficie, tranne le più grandi, sono attrezzate per la posa delle mine.

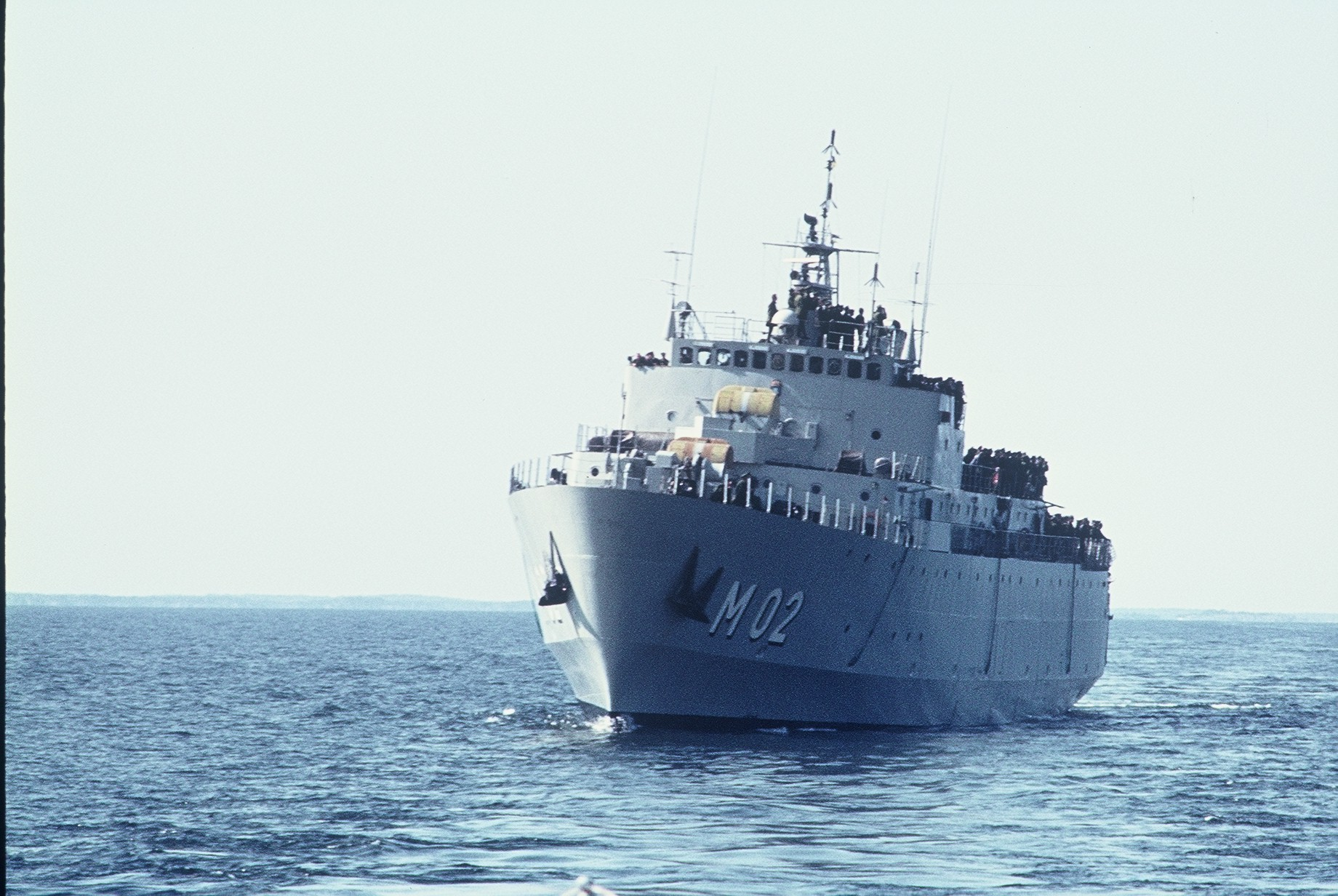
Posamine svedese Älvsborg (1974)

Il posamine russo Amur affondò nel 1904 due navi da battaglia giapponesi, la Hatsuse e la Yashima durante la guerra russo-giapponese.
Il 18 marzo del 1915, durante la Campagna dei Dardanelli, il posamine Nusrat dell'Impero ottomano, riuscì, minando lo stretto dei Dardanelli, ad affondare tre navi da battaglia alleate (la HMS Ocean e la HMS Irresistible, britanniche e la francese Bouvet) e danneggiarne gravemente altre tre, facendo fallire il tentativo di forzare lo stretto.

### Sommergibili posamine
Anche i sommergibili hanno avuto il ruolo di posamine. Il primo sottomarino progettato per questa funzione fu il Krab (Краб, granchio in lingua russa) del 1912.
Il vantaggio principale del mezzo subacqueo per la posa delle mine è che questa può avvenire in segretezza; il limite dell'utilizzo del sommergibile è la conformazione dei fondali che deve assicurare la possibilità del disimpegno.
Nella Marina degli Stati Uniti, l'unico sommergibile posamine fu l'USS Argonaut (SM-1), varato nel 1927, fu affondato da cacciatorpediniere giapponesi il 10 gennaio 1943.
Nella Regia Marina lo sviluppo di un sottomarino posamine portò a diversi progetti, dalle alterne fortune:
- il primo progetto (1927) fu quello della Classe Bragadin: sommergibile di media crociera, era del tipo Bernardis (a scafo semplice con doppifondi centrali) derivato dalla Classe ''Pisani'', del quale conservò i numerosi difetti (deficiente stabilità trasversale, tendenza ad infilarsi di prora, molti problemi tecnici); inoltre, anche il sistema di posa delle mine (2 tubi con poche mine) e della traslazione delle armi dal deposito ai tubi era difettoso e in guerra fu utilizzato una sola volta dal Marcantonio Bragadin; persino durante la costruzione la Regia Marina espresse considerevoli riserve: le successive modifiche riuscirono in qualche caso, se possibile, a peggiorare i difetti o creandone di nuovi, impedendo comunque al fallimentare modello di entrare pienamente in servizio solo nel 1935;
- il secondo progetto (1931) fu quello della Classe Micca, realizzata in un solo esemplare, il Pietro Micca; del tipo Cavallini (a doppio scafo parziale); nacque dai fallimenti - come posamine - delle classi Balilla e Fieramosca; con i suoi 90 m di lunghezza fu il più grande sommergibile della Regia Marina (ma non per il pur considerevole dislocamento di 1.600 tonnellate in superficie e 1.900 in immersione); nondimeno aveva buone qualità nautiche, fu ben bilanciato, manovriero e confortevole, soprattutto considerando il pesante armamento (6 tubi lanciasiluri, 4 a prora e 2 a poppa, 2 cannoni da 120/45); per la posa delle mine, era dotato di 4 pozzi in corrispondenza della sezione maestra e 20 armi; fu molto ben riuscito, ma non lo si riprodusse per gli elevati costi e complessità (come confermato dalla costruzione, durata ben quattro anni).
- sulla scia del Micca, fu prodotta tra il 1936 ed il 1938 dai cantieri Tosi di Taranto la classe Foca (composta dai battelli Foca, Zoea ed Atropo); questi modelli, anch'essi del tipo Cavallini, dislocavano circa 2-300 t in meno del Micca, ma potevano trasportare 36 mine (20 nella camera centrale ed 8 in ciascuno dei due tubi poppieri.[7]); il progetto fu ben riuscito (eccezion fatta per la gigantesca torretta ed il cannone, inizialmente installato a poppavia della falsatorre e poi spostato a proravia come nella sistemazione standard), visto che fu potenziato l'armamento di mine (sacrificando un cannone) e mantenute tutte le caratteristiche di navigazione, stabilità e comodità con una sensibile riduzione di lunghezza e dislocamento.

Le ultime unità sommergibili concepite appositamente come posamine risalgono alla seconda guerra mondiale, successivamente i sottomarini continuano ad avere la possibilità di rilasciare mine navali attraverso i propri tubi di lancio dei siluri.

### Hull Classification Symbol
- MCM: Mine Countermeasures Ship (cacciamine)
- MCS: Mine Countermeasures Support Ship (cacciamine)
- MHC: Minehunter, Coastal (cacciamine)
- MMD: Minelayer, Fast (posamine)
- MSC: Minesweeper Coastal, Nonmagnetic (dragamine)
- MSCO: Minesweeper Coastal, Old (dragamine)
- MSF: Minesweeper, Fleet Steel Hulled (dragamine)
- MSO: Minesweeper, Ocean (dragamine)
- MSS: Minesweeper, Special (Device) (dragamine)

## Veicoli posamine
Per velocizzare e proteggere le operazioni di posa di un campo minato terrestre, anche in presenza di una reazione avversa, sono stati sviluppati, modificando veicoli trasporto truppe, mezzi specifici per la posa automatica delle mine terrestri.

## Minamento aereo
Dalla seconda guerra mondiale iniziarono operazioni di minamento aereo con l'utilizzo di mine paracadutate. Il mezzo aereo consente il minamento di campi di mine preesistenti, in acque basse, nei porti e nelle acque interne, con una precisione generalmente inferiore a quella ottenuta con i mezzi navali.
Fra l'aprile del 1940 e il maggio 1945, le campagne di minamento compiute dalla RAF portarono all'affondamento di 638 navi al seguito di 19.917 missioni e la perdita di 405 aeroplani. Nello stesso periodo, attacchi aerei diretti anti-nave portarono all'affondamento di 366 navi in 37.837 missioni e la perdita di 857 apparecchi.